# Raketengrundgleichung
Die Raketengrundgleichung gibt in der Raumfahrtphysik die Geschwindigkeit einer Rakete an, die beschleunigt wird, indem Stützmasse mit konstanter Geschwindigkeit kontinuierlich ausgestoßen wird, und sonst keiner weiteren Kraft unterliegt.
Das Grundprinzip des Raketenantriebs besteht darin, Stützmasse nach hinten auszustoßen und durch den Rückstoß die Geschwindigkeit der Rakete samt Nutzlast und restlichem Treibstoff zu erhöhen. Die Annahme konstanter Austrittsgeschwindigkeit ist charakteristisch für Raketentriebwerke, deren Stützmasse aus Treibstoff besteht, dessen Verbrennung die Energie für den Ausstoß liefert. Die Austrittsgeschwindigkeit {\displaystyle \,v_{\mathrm {g} }} wird auch als spezifischer Impuls des Triebwerks angegeben.
Mit der Anfangsmasse {\displaystyle \,m_{0}} gilt für den Geschwindigkeitszuwachs {\displaystyle \,\Delta v} der Rakete, wenn ihre Masse durch Treibstoffverbrauch auf den Wert {\displaystyle \,m} gefallen ist:
{\displaystyle \Delta v(m)=v_{\mathrm {g} }\cdot \ln {\frac {m_{0}}{m}}}
Dies gilt unabhängig vom zeitlichen Verlauf des Ausstoßes. Bei konstantem Treibstoffverbrauch {\displaystyle \,{\dot {m}}(t)=b,} also konstanter Schubkraft {\displaystyle \,F=v_{\mathrm {g} }\cdot b,} ergibt sich über {\displaystyle m(t)=m_{0}-bt} der zeitliche Geschwindigkeitszuwachs zu:
{\displaystyle \Delta v(t)=v_{\mathrm {g} }\cdot \ln {\frac {m_{0}}{m_{0}-b\cdot t}}=-v_{\mathrm {g} }\cdot \ln \left(1-{\frac {b\cdot t}{m_{0}}}\right)}.
Die Raketengrundgleichung kann auch für die einzelnen Stufen einer Mehrstufenrakete verwendet werden, wobei sie den Geschwindigkeitszuwachs während des Betriebs der jeweiligen Stufe angibt.

## Geschichte
Die erste belegte Herleitung dieser Gleichung stammt von dem britischen Mathematiker William Moore und wurde zunächst 1810 in einem Journal und dann 1813 in dem Buch A Treatise on the Motion of Rockets (Eine Abhandlung über die Bewegung von Raketen) veröffentlicht. 1862 veröffentlichte William Leitch God's glory in the Heavens (Gottes Herrlichkeit im Himmel), wo er argumentiert, dass Raketen die effektivste Methode für das Reisen im Weltall darstellen. 1903 veröffentlichte Konstantin Ziolkowski unabhängig seine Herleitung und machte sich zusätzlich Gedanken, ob Raketen die erforderlichen Geschwindigkeiten für die Raumfahrt erreichen können, weshalb ihm oftmals die erstmalige Herleitung zugeschrieben wird. Unabhängige Herleitungen gelangen später auch Hermann Oberth und Robert Goddard, welche oft als Pioniere der modernen Raumfahrt bezeichnet werden.

## Herleitung
In diesem Abschnitt ist die physikalische Herleitung der Raketengrundgleichung aus dem Impulserhaltungssatz mittels Differential- und Integralrechnung angegeben.
Man zerlegt den gesamten kontinuierlich ablaufenden Beschleunigungsvorgang in so kleine Schritte, dass in jedem Schritt die momentane Geschwindigkeit der Rakete mit einem bestimmten Wert {\displaystyle v} angesetzt werden kann und ihre Masse ebenso mit einem Wert {\displaystyle m}. Im momentanen Schwerpunktssystem der Rakete wird die Masse {\displaystyle \Delta m} mit der Geschwindigkeit {\displaystyle v_{\mathrm {g} }} ausgestoßen, hat also den Impuls {\displaystyle v_{\mathrm {g} }\,\Delta m}. Wegen der Impulserhaltung erhält die Rakete einen gleich großen Rückstoßimpuls {\displaystyle m\Delta v}, der ihre Geschwindigkeit in entgegengesetzter Richtung um {\displaystyle \Delta v} erhöht. Dass statt der Masse {\displaystyle m} hier genauer {\displaystyle m-\Delta m} anzusetzen wäre, spielt nach dem folgenden Grenzübergang zu immer mehr und kleineren Schritten keine Rolle mehr. Die Änderungen {\displaystyle \Delta m} und {\displaystyle \Delta v} werden dabei zu den Differentialen {\displaystyle \mathrm {d} m} bzw. {\displaystyle \mathrm {d} v}. Für diese gilt also (mit dem Minuszeichen, weil {\displaystyle v} zunimmt während {\displaystyle m} abnimmt):
{\displaystyle v_{\mathrm {g} }\,\mathrm {d} m=-m\,\mathrm {d} v},
umgestellt zur Trennung der Variablen:
{\displaystyle \mathrm {d} v=-v_{\mathrm {g} }\,{\frac {\mathrm {d} m}{m}}}.
Für die Stammfunktionen beider Seiten gilt dann, dass sie sich höchstens durch eine Integrationskonstante {\displaystyle C} unterscheiden:
{\displaystyle v=-v_{\mathrm {g} }\,\ln m+C}.
{\displaystyle C} wird aus den Bedingungen am Anfang bestimmt. Einsetzen von {\displaystyle v=0,\ m=m_{0}} ergibt {\displaystyle C=v_{\mathrm {g} }\ln m_{0}} und damit schließlich die Raketengrundgleichung
{\displaystyle v=v_{\mathrm {g} }\,\ln {\frac {m_{0}}{m}}}.
Diese Gleichung gilt an jeder Stelle des Fluges. Die am Ende erreichte Geschwindigkeit ergibt sich mit der Masse {\displaystyle m_{\mathrm {T} }} des ausgestoßenen Treibstoffs und der Masse {\displaystyle m_{\mathrm {L} }} der leeren Rakete, also {\displaystyle m_{0}=m_{\mathrm {L} }+m_{\mathrm {T} }}, zu:
{\displaystyle v_{\mathrm {End} }=v_{\mathrm {g} }\,\ln \left(1+{\frac {m_{\mathrm {T} }}{m_{\mathrm {L} }}}\right)}
Anmerkungen
- Diese theoretische Endgeschwindigkeit {\displaystyle v_{\mathrm {End} }} hängt nur vom Massenverhältnis {\displaystyle m_{0}/m_{\mathrm {L} }} ab, nicht vom zeitlichen Verlauf des Betriebs der Triebwerke.
- In einem Schwerefeld der mittleren Stärke {\displaystyle g} ist die vertikale Endgeschwindigkeit nach einer Zeit {\displaystyle t} um den Betrag {\displaystyle gt} geringer. Auch der Luftwiderstand, der von der Höhe und der Geschwindigkeit abhängt, verringert die erreichbare Endgeschwindigkeit.
- {\displaystyle v_{\mathrm {End} }} kann größer sein als die Austrittsgeschwindigkeit {\displaystyle v_{\mathrm {g} }}. Dazu muss nur das Massenverhältnis {\displaystyle m_{0}/m_{\mathrm {L} }} größer als {\displaystyle e\approx 2{,}7} sein.
- Bei sehr großen Massenverhältnissen lohnt sich eine Mehrstufenrakete, da sonst der ganze Treibstofftank zulasten der Nutzlast auf die Endgeschwindigkeit beschleunigt werden müsste.

## Mehrstufige Raketen
Um Geschwindigkeiten weit jenseits {\displaystyle v_{\mathrm {g} }} zu erreichen, werden unterwegs Teile der Struktur (leere Tanks) oder auch des Triebwerks (Booster) zurückgelassen, siehe Mehrstufenrakete. Übersichtlich ist der Fall aufeinandergesetzter Stufen, wobei die oberen Stufen die Nutzlast der unteren Stufen darstellen.
Es sei eine zweistufige Rakete angenommen, deren Stufen eine Masse von 100 kg bzw. 20 kg haben und zu jeweils 90 % aus Treibstoff bestehen, also Strukturmassen von 10 kg bzw. 2 kg haben. Die Nutzlast betrage 1 kg. Die Raketengrundgleichung wird zweimal angewendet, wobei sich die Beiträge beider Stufen addieren (das sieht man, wenn man beim Brennschluss der ersten Stufe in das Bezugssystem wechselt, in dem die zweite Stufe in diesem Moment ruht):
{\displaystyle v_{\mathrm {End} }=\left[\ln {\frac {100+20+1}{10+20+1}}+\ln {\frac {20+1}{2+1}}\right]\,v_{\mathrm {g} }\approx (1{,}36+1{,}95)\,v_{\mathrm {g} }=3{,}31\,v_{\mathrm {g} }}.
Zum Vergleich die einstufige Rakete mit gleicher Treibstoff- und Strukturmasse:
{\displaystyle v_{\mathrm {End} }=\left[\ln {\frac {100+20+1}{10+2+1}}\right]\,v_{\mathrm {g} }\approx 2{,}23\,v_{\mathrm {g} }}.